# Mishari bin Sa'ud Al Sa'ud
Mishari bin Saʿūd Āl Saʿūd (in arabo مشاري بن سعود بن عبد العزيز آل سعود‎?; Riyad, dicembre 1954) è un principe, militare e politico saudita, membro della famiglia reale Āl Saʿūd.

## Primi anni di vita e formazione
Mishari bin Sa'ud è nato a Riad nel dicembre 1954 ed è il trentaduesimo figlio di re Sa'ud. Sua madre era Naima bint Ubaid.
Dopo aver completato l'istruzione primaria e secondaria in Arabia Saudita, nel 1971, si è recato negli Stati Uniti per l'istruzione universitaria. Tuttavia, ha completato solo un corso di inglese durato otto mesi. È quindi tornato in patria per frequentare l'università. Ha conseguito un Bachelor of Arts in storia e in seguito, un master nella stessa materia presso l'Università Re Sa'ud. Il titolo della sua tesi di laurea era "Le relazioni tra l'Arabia Saudita e il Regno Mutawakkilita dello Yemen sotto il regno di Re Abd al-Aziz."

## Carriera
Il principe Mishari era comandante di brigata della Guardia Nazionale. Nel giugno del 1983, è stato nominato vice comandante per la Provincia Orientale. Lì era al secondo posto nella guida della provincia dopo l'allora governatore, il principe Muhammad bin Fahd. Il suo mandato è durato fino alla nomina a governatore nel 2010. È stato ipotizzato che avesse il sostegno sia di re Abd Allah, a cui era molto vicino, sia dell'allora principe ereditario Sultan. Il principe Mishari ha alcune partecipazioni nella società Imdadat Trading e nella società di trasporti di Riyad, che lui e suo figlio Turki hanno fondato nel 1982.
Il 28 agosto 2010 è stato nominato governatore della provincia di al-Bāha, in sostituzione del fratello maggiore, Mohammad, dimessosi per problemi di salute.